# Eburodacrys coalescens
Eburodacrys coalescens är en skalbaggsart som beskrevs av Bates 1884. Eburodacrys coalescens ingår i släktet Eburodacrys och familjen långhorningar.
Artens utbredningsområde är:
- Costa Rica.
- Honduras.
- Nicaragua.
- Panama.

Inga underarter finns listade i Catalogue of Life.